# Gotthard Johann von Knorring
Gotthard Johann von Knorring (Богдан Фёдорович Кнорринг : Bogdan Fyodorovitch Knorring, en russe) (1744-1825) est un baron allemand de la Baltique, sujet de l'Empire russe, qui fut général d'infanterie de l'armée impériale russe. Il est le frère du général baron Karl von Knorring (1746-1820).

## Biographie
Membre de la famille von Knorring, Gotthard Johann grandit au manoir de Ervita en Estonie. Il est le fils de Adam Friedrich von Knorring (1713-1761), propriétaire terrien, juge et de la comtesse  Dorothea Elisabeth von Zoege Manteuffel (1719-1792). Il entre, avec son frère karl, dans le corps des cadets gentilhomme de Saint-Pétersbourg en 1758. Il se distingue à la prise de Khotyn en 1769. Lui est décerné l'Ordre de Saint-Georges (IV) le 8 mars 1771. Après la guerre russo-turque de 1768-1774, il est nommé Quartier-maître général en 1788 et participe à la guerre russo-suédoise de 1788-1790 puis à  la guerre russo-polonaise de 1792. Ordre de Saint-Georges (II) le 15 septembre 1794. Il est à l’avènement de Paul Ier retiré de l'armée depuis quelques années déjà. Il reprend du service en 1806 et participe aux guerres napoléoniennes en 1807 desquelles il est rappelé après la bataille d'Eylau en raison de désaccord avec le général en chef Levin August von Bennigsen. Knorring est nommé, à la suite de Frédéric de Buxhoeveden, commandant en chef des forces russes en Finlande en décembre 1808. Il retarde la traversée par les troupes russes du golfe de Botnie et l'envahissement de la Suède ce qui mécontente vivement Alexandre Ier. Démissionnaire, son commandement est transféré en mars 1809 au prince Michel Barclay de Tolly. Knorring décède en 1825